# هندي الزيتونة
هِنْدِي الزِيتُونَة قرية تقع بمعتمدية السبيخة بولاية القيروان من الوسط التونسي، وهي مركز عمادة. ترقيمها البريدي هو 3196.